# Karol Józef Habsburg (1745–1761)
Karol Józef Emanuel Jan Nepomucen Antoni Prokop Habsburg-Lotaryński (ur. 1 lutego 1745 w Wiedniu, zm. 18 stycznia 1761 tamże) – arcyksiążę Austrii, książę Czech, Węgier i Toskanii.
Urodził się jako drugi syn (siódme spośród szesnaściorga dzieci) arcyksiężnej Austrii, królowej Czech i Węgier Marii Teresy Habsburg (przyszłej cesarzowej rzymsko-niemieckiej) i jej męża wielkiego księcia Toskanii, księcia Czech Franciszka I Lotaryńskiego. Siedem miesięcy po narodzinach arcyksięcia Karola Józefa (13 września 1745) Franciszek I został wybrany na cesarza rzymsko-niemieckiego. W kwestiach politycznych pozostawał jednak w cieniu małżonki. Braćmi arcyksięcia Karola Józefa byli m.in. przyszli cesarze rzymsko-niemieccy Józef II i Leopold II.